# Hammer of Doom
Le Hammer of Doom est un festival de doom metal organisé annuellement à Wurtzbourg, en Allemagne. Le Hammer of Doom est organisé par Oliver Weinsheimer (organisateur du festival Keep It True), Heiko Krumpholz et Anja Kohlhepp, qui organise aussi d'autres festivals de metal dans la région comme Metal Assault.
Le festival a lieu pour la première fois le 31 janvier 2009 au centre de la jeunesse près de la gare puis à la deuxième édition. Les six premières éditions ont lieu tous les six mois pour une journée puis sur deux jours en octobre ou novembre. En 2010, le groupe américain While Heaven Wept enregistre son concert et le sort sous le nom de Triumph : Tragedy : Transcendence – Live at the Hammer of Doom Festival.

## Organisation

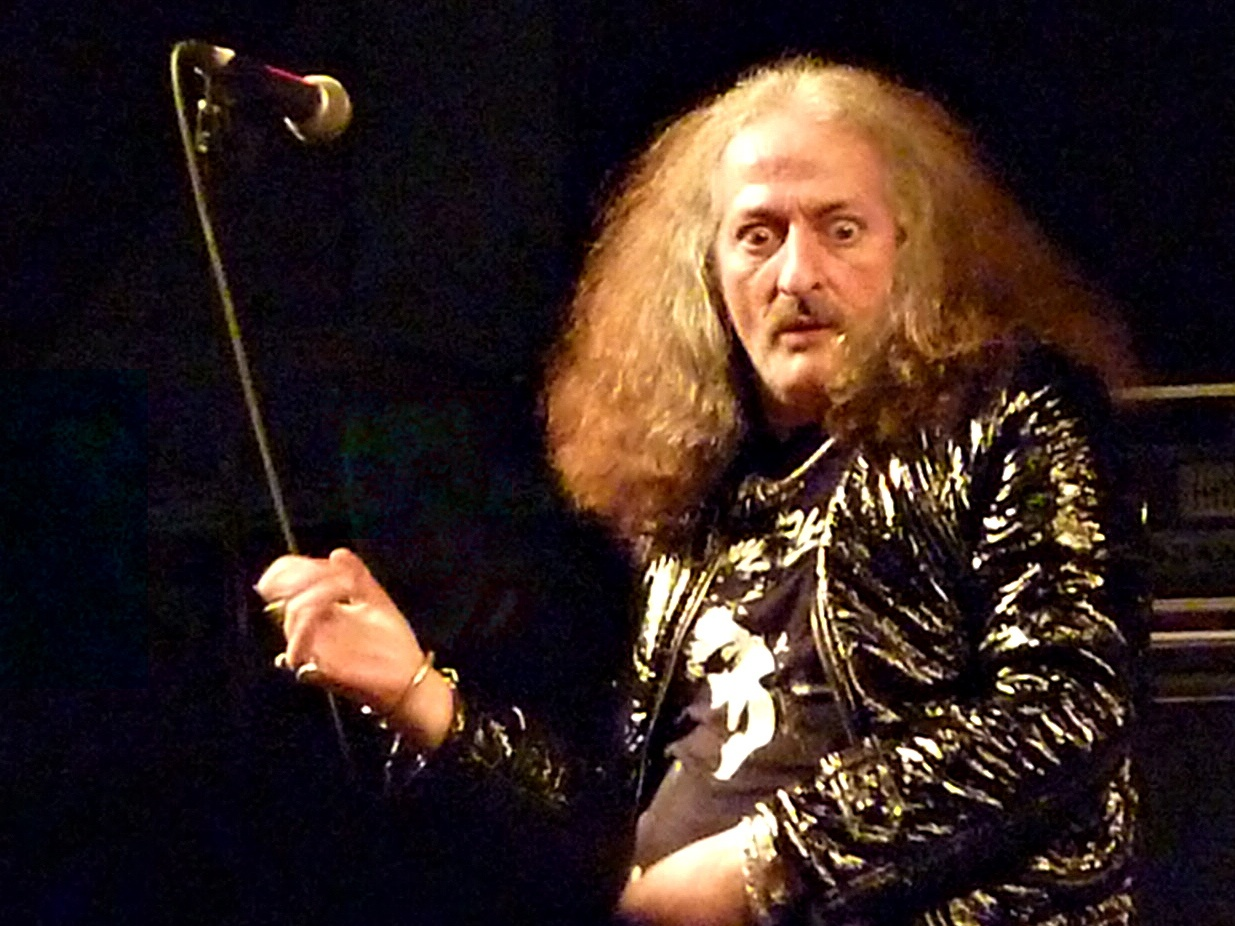
Bobby Liebling, chanteur de Pentagram, au Hammer of Doom V, 2011.

Le Hammer of Doom est organisé par Oliver Weinsheimer (organisateur du festival Keep It True), Heiko Krumpholz et Anja Kohlhepp, qui, tout comme le Metal Assault, organisent également d'autres festivals de metal à orientation spécifique dans la région. Il a lieu pour la première fois le 31 janvier 2009. au centre de jeunes « B-Hof » de Wurtzbourg, mais dès la deuxième édition, il est transféré à la Posthalle, lieu traditionnel depuis lors. Alors que les six premières éditions se déroulaient en gros tous les six mois sur une journée, il a lieu à partir de la sixième édition une fois par an en octobre ou novembre sur deux jours, car il s'avère difficile de présenter suffisamment de groupes de qualité deux fois par an. Outre le festival proprement dit, il y a un marché avec de nombreux stands dans le hall.
Le festival offre une plateforme aussi bien aux nouveaux venus qu'aux groupes connus, chaque groupe ayant droit à au moins 45 minutes de temps de jeu. Dans ce contexte, les organisateurs ont toujours réussi à obtenir des engagements inhabituels, comme en 2010, où ils réussissent à reformer le groupe Sorcerer, alors dissous depuis 18 ans, pour un concert à Wurtzbourg, ou en 2015, où le groupe finlandais Skepticism joue l'un de ses rares concerts live. Le groupe While Heaven Wept enregistre son concert à Wurtzbourg, et le publie en 2010 sous formats DVD, CD et LP sous le titre Triumph : Tragedy : Transcendence - Live at the Hammer of Doom Festival. Manilla Road joue un concert exclusif de 2,5 heures, et le groupe de death-doom Asphyx se produit avec un set « doom only » spécialement composé pour le HOD.

## Accueil
Dans la Posthalle, le festival attire chaque année un public compris entre 500 et plus de 1 000 spectateurs vendus d'Allemagne et de l'étranger.
Dès la quatrième édition en 2010, Bloodchamber constate que le festival « s'était déjà fait un nom dans le milieu », l'année suivante, le journal irlandais MetalIreland écrit qu'il s'agissait de « l'un des premiers rassemblements de heavy / doom metal en Europe » (« one of the premier heavy / doom metal gatherings in Europe »). En 2013, le journal munichois tz parle d'un « festival où TOUS les groupes sans exception sont convaincants. [...] pour la huitième édition également, un événement réjouissant à tous points de vue. Parfaitement organisé par l'organisateur Oliver Weinsheimer [...] ». Le Mainpost résume à l'occasion du dixième anniversaire de l'événement : « le festival de doom metal a fait du chemin, le tuyau secret est devenu la Mecque des amateurs du plus sombre des genres de heavy metal ». 

## Programmations

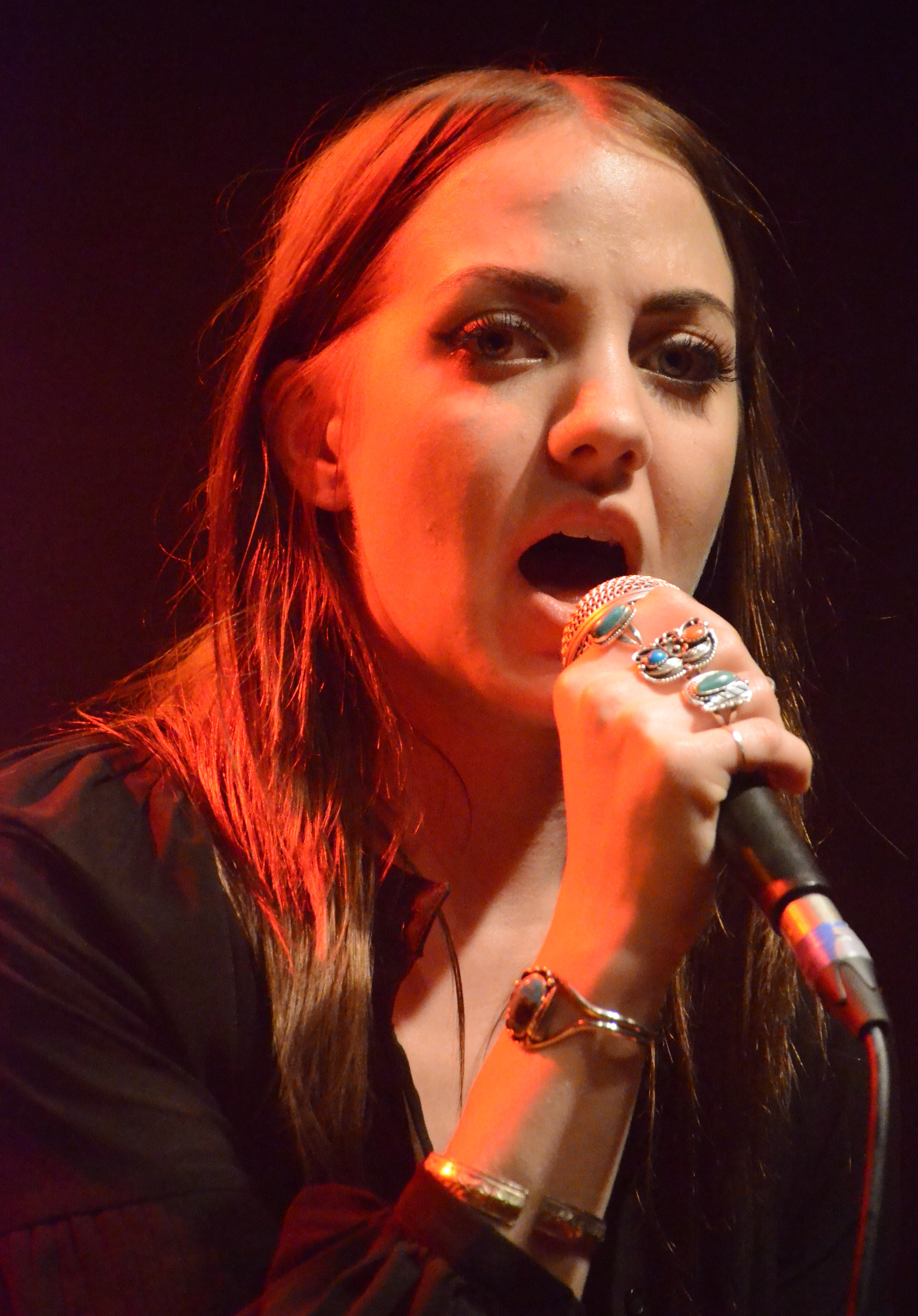
Mount Salem, Hammer of Doom, 2014.

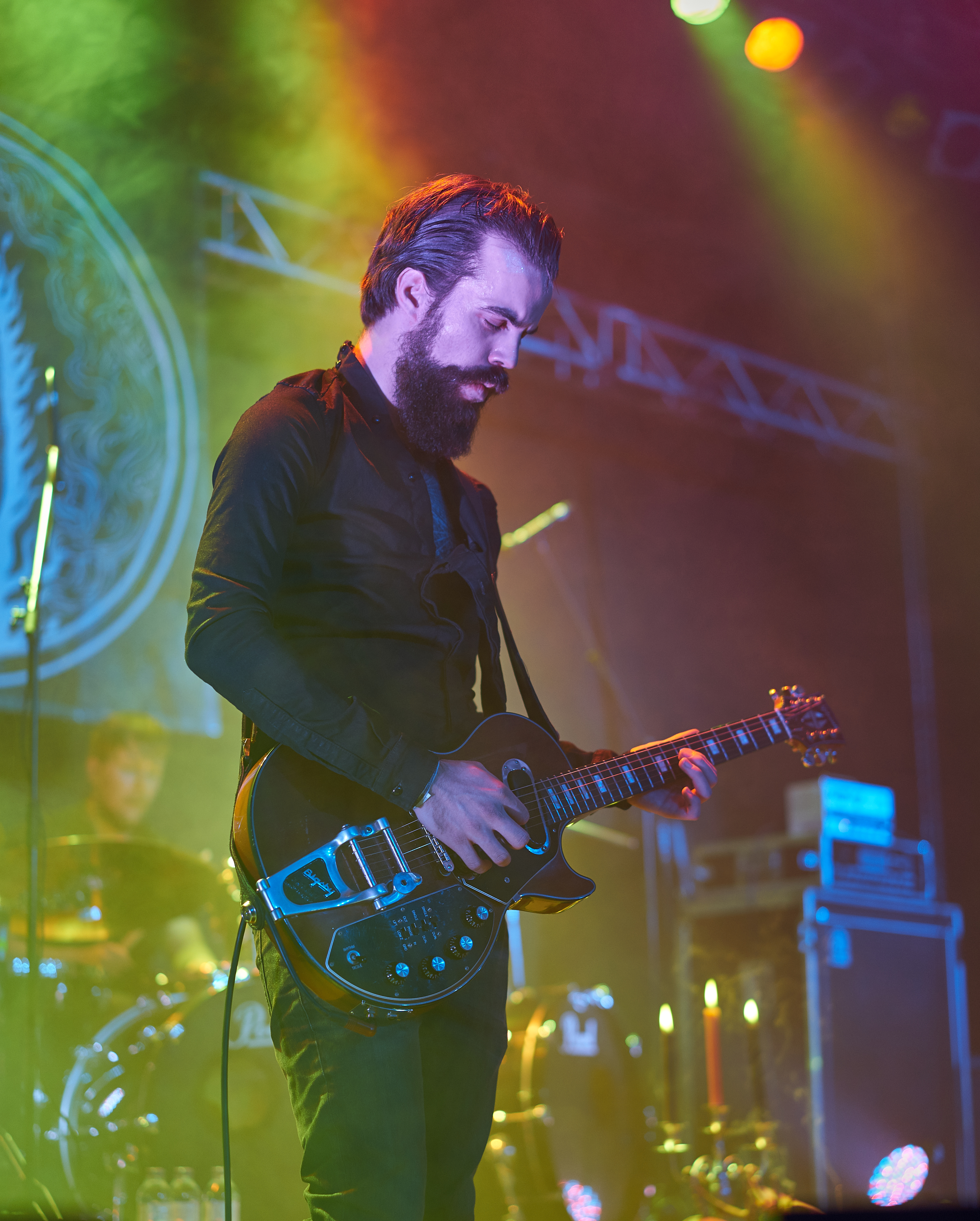
Path of Samsara, Hammer of Doom Festival, 2015.

| Édition                                                    | Date                | Participants |
| ---------------------------------------------------------- | ------------------- | --- |
| Hammer of Doom I                                           | 31 janvier 2009     | The Devil's Blood, Dark Quarterer, Isole, In Aevum Agere, Ereb Altor, Seamount. |
| Hammer of Doom II                                          | 17 octobre 2009     | Trouble, Death Row, Pagan Altar, Count Raven, The Gates of Slumber, The Lamp of Thoth, Atlantean Kodex, Spiritus Mortis, Dark Forest, Fall of the Idols.                                                  |
| Hammer of Doom III                                         | 6 février 2010      | The Wizard, Atlantean Kodex, Old Season, Centurions Ghost, Ahab, Lord Vicar, While Heaven Wept, Asphyx, Saint Vitus.                                                                                      |
| Hammer of Doom IV                                          | 23 octobre 2010     | Ghost, Eternal Elysium, Procession, Mirror of Deception, Griftegard, Jex Thoth, Sorcerer, Place of Skulls, Iron Man, Solitude Aeturnus                                                                    |
| Hammer of Doom V                                           | 16 avril 2011       | Pentagram, While Heaven Wept, Primordial, Atlantean Kodex, Blood Farmers, Argus, Black Pyramid, Age of Taurus, Arkham Witch, In Solitude.                                                                 |
| Hammer of Doom VI                                          | 28–29 octobre 2011  | Manilla Road, Doomsword, Battleroar, Mountain Throne, Doomsday, The Devil's Blood, Yet So Far, Lord Vicar, Blood Ceremony, Forsaken, Orchid, The 11th Hour, Nomad Son, Devil, Seamount.                   |
| Hammer of Doom VII                                         | 9–10 novembre 2012  | Demon, Desolation Angels, Wrathblade, Pentagram, The Skull, Solstice, Necros Christos, Coven 13. |
| Hammer of Doom VIII                                        | 15–16 novembre 2013 | Scorpion Child, Blues Pills, Ashbury, Orchid, Wheel, Below, Age of Taurus, Altar of Oblivion, Beelzefuzz, Year of the Goat, Procession, Jex Thoth, While Heaven Wept.                                     |
| Hammer of Doom IX                                          | 14–15 novembre 2014 | Trouble, Kadavar, Jess and the Ancient Ones, Reino Ermitano, WolveSpirit, Saint Vitus, Orange Goblin, Avatarium, The Ruins of Beverast, Hamferð, Mount Salem, Epitaph, Doomocracy, Mist.                  |
| Hammer of Doom X                                           | 20–21 novembre 2015 | Pentagram, Sorcerer, Skepticism, My Dying Bride, Candlemass, 40 Watt Sun, The Order of Israfel, Caronte, Black Oath, Doomshine, Path of Samsara, Cross Vault, Lord Vigo.                                  |
| Hammer of Doom XI                                          | 18–19 novembre 2016 | Primordial, The Skull, Cauchemar, Monasterium, Samael, Antimatter, Lord Vicar, Universe 217, Apostle of Solitude, Iron Void, Night Gaunt.                                                                 |
| Hammer of Doom XII                                         | 17–18 novembre 2017 | Warning, Lucifer's Friend, Procession, Witchwood, The Temple, Cirith Ungol, Time Lord, Count Raven, The Doomsday Kingdom, The Vision Bleak, Crippled Black Phoenix, Naevus, Below, Cranial.               |
| Hammer of Doom XIII                                        | 16–17 novembre 2018 | Goat Explosion, The Wizards, Apostle of Solitude, Eric Clayton and the Nine, While Heaven Wept, Smoulder, Old Mother Hell, Dawn of Winter, Hällas, Pale Divine, Stillborn, Sorcerer, Batuska, Coven (de). |
| Hammer of Doom XIV                                         | 15–16 novembre 2019 | Crestfallen Queen, Orodruin, Antimatter, The Skull, Uli Jon Roth, Thronehammer, Iron Walrus, Tanith, Messa, Mirror of Deception, Lord Vicar, Khemmis, Swallow the Sun, Scald, Atlantean Kodex.            |
| Annulé pour cause de pandémie de Covid-19 en 2020 et 2021. |                     | |
| Hammer of Doom XV                                          | 18–19 novembre 2022 | Atlantean Kodex, B.S.T., Candlemass, Coven, Death the Leveller, Fvneral Fvkk, Iron Walrus, Ophis, Parish, Spiritus Mortis, Stygian Crown, The Skull, Thronehammer, Villagers of Ioannina City, Wheel.     |
| Hammer of Doom XVI                                         | 17–18 novembre 2023 | Martin Turner, My Dying Bride, Sorcerer, Arð, Darkest Era, Disillusion, Doomocracy, Hemelbestormer, Isole, Purification, Riders of Rohan, Sauros, Tanith, Ursular.                                        |
| Hammer of Doom IX                                          | 14–15 novembre 2024 | Avatarium, Doomocracy, Epitaph, Hamferd, Jess and the Ancient Ones, Kadavar, Mist, Mount Salem, Orange Goblin, Reino Ermitano, Saint Vitus, The Ruins of Beverast, Trouble, Wolfspirit, Wucan             |